# Ernesto Colli
Ernesto Colli (Biella, 16 maggio 1940 – Biella, 19 novembre 1982) è stato un attore italiano.

## Biografia
Colli era figlio di un commercialista, la madre lavorava nel campo della cosmesi; aveva una sorella. Terminati gli studi liceali, dopo un anno di università, frequentò la scuola d'arte drammatica di Felsner, a Roma.
Attore caratterista, recitò attivamente soprattutto durante gli anni settanta. 
Dotato di una fisionomia particolare, Ernesto Colli interpretò sempre ruoli ritagliati su misura per lui, dal pazzo al delinquente, dal posseduto all'uomo strambo; tra le sue apparizioni più rilevanti, quella nel film Il porno shop della settima strada di Joe D'Amato, girato a New York, in cui interpretò la parte di un pericoloso malvivente.
Morì all'età di 42 anni a Biella; l'ultimo ruolo che ricoprì fu quello del portiere di uno stabile a Roma nel film Pierino la peste alla riscossa!, girato alcuni mesi prima della sua morte e nel quale già appariva con il volto e il fisico provati dalla malattia. Riposa nel cimitero di Andrate (TO).

## Filmografia

Ernesto Colli ne Il trucido e lo sbirro (1976)

### Cinema
- Le piacevoli notti, regia di Armando Crispino e Luciano Lucignani (1966)
- L'arcidiavolo, regia di Ettore Scola (1966)
- L'assassino ha le mani pulite, regia di Vittorio Sindoni (1968)
- Lucrezia, regia di Osvaldo Civirani (1968)
- Tre passi nel delirio, episodio Toby Dammit, regia di Federico Fellini (1968)
- Faustina, regia di Luigi Magni (1968)
- Italiani! È severamente proibito servirsi della toilette durante le fermate, regia di Vittorio Sindoni (1969)
- Beatrice Cenci, regia di Lucio Fulci (1969)
- Quella chiara notte d'ottobre, regia di Massimo Franciosa (1970)
- Belle d'amore, regia di Fabio De Agostini (1970)
- La Califfa, regia di Alberto Bevilacqua (1970)
- Stanza 17-17 palazzo delle tasse, ufficio imposte, regia di Michele Lupo (1971)
- Darsela a gambe (La Poudre d'escampette), regia di Philippe de Broca (1971)
- Er più - storia d'amore e di coltello, regia di Sergio Corbucci (1971)
- Per amore o per forza, regia di Massimo Franciosa (1971)
- Maddalena, regia di Jerzy Kawalerowicz (1971)
- La colonna infame, regia di Nelo Risi (1972)
- Milano calibro 9, regia di Fernando Di Leo (1972)
- Bronte - Cronaca di un massacro che i libri di storia non hanno raccontato, regia di Florestano Vancini (1972)
- Hai sbagliato... dovevi uccidermi subito!, regia di Mario Bianchi (1972)
- Decameron nº 3 - Le più belle donne del Boccaccio, regia di Italo Alfaro (1972)
- Forza "G", regia di Duccio Tessari (1972)
- Rugantino, regia di Pasquale Festa Campanile (1973)
- I corpi presentano tracce di violenza carnale, regia di Sergio Martino (1973)
- Non ho tempo, regia di Ansano Giannarelli (1973)
- Bisturi - La mafia bianca, regia di Luigi Zampa (1973)
- Sette ore di violenza per una soluzione imprevista, regia di Michele Massimo Tarantini (1973)
- Buona parte di Paolina, regia di Nello Rossati (1973)
- Bello come un arcangelo, regia di Alfredo Giannetti (1974)
- Permettete signora che ami vostra figlia?, regia di Gian Luigi Polidoro (1974)
- L'anticristo, regia di Alberto De Martino (1974)
- La città del sole, regia di Gianni Amelio (1974)
- Macchie solari, regia di Armando Crispino (1975)
- Il sospetto, regia di Francesco Maselli (1975)
- Giubbe rosse, regia di Joe D'Amato (1975)
- Vai gorilla, regia di Tonino Valerii (1975)
- Puttana galera!, regia di Gianfranco Piccioli (1976)
- Cadaveri eccellenti, regia di Francesco Rosi (1976)
- Il trucido e lo sbirro, regia di Umberto Lenzi (1976)
- Pronto ad uccidere, regia di Franco Prosperi (1976)
- L'età della pace, regia di Fabio Carpi (1976)
- Io tigro, tu tigri, egli tigra, regia di Giorgio Capitani (1978) - terzo episodio -
- Switch, regia di Giuseppe Colizzi (1978)
- Il porno shop della settima strada, regia di Joe D'Amato (1979)
- Il giorno dei cristalli, regia di Giacomo Battiato (1979)
- Nella città perduta di Sarzana, regia di Luigi Faccini (1980)
- Porca vacca, regia di Pasquale Festa Campanile (1982)
- Pierino la peste alla riscossa!, regia di Umberto Lenzi (1982)

### Televisione
- La strada più lunga, regia di Nelo Risi (1965)
- Il Circolo Pickwick, regia di Ugo Gregoretti (1967)
- Sherlock Holmes - La valle della paura, regia di Guglielmo Morandi – miniserie TV (25 ottobre-8 novembre 1968)
- La lotta dell'uomo per la sua sopravvivenza, regia di Renzo Rossellini (1970)
- All'ultimo minuto, regia di Ruggero Deodato – serie TV, episodio 1x01 (1971)
- I Nicotera, regia di Salvatore Nocita (1972)
- L'età di Cosimo de' Medici, regia di Roberto Rossellini (1973)
- Vino e pane, regia di Piero Schivazappa (1973)
- Dedicato a un medico, regia di Gianni Serra (1974)
- I killer, regia di Gian Pietro Calasso (1975)
- L'uomo dagli occhiali a specchio, regia di Mario Foglietti (1975)
- Signora Ava, regia di Antonio Calenda (1975)
- Un bail pour l'éternité, regia di Yves-André Hubert (1976)
- Camilla, regia di Sandro Bolchi (1976)
- La paga del sabato, regia di Sandro Bolchi (1977)
- Gli occhi del drago, regia di Piero Schivazappa (1977)
- Il balordo, regia di Pino Passalacqua (1978)

## Doppiatori italiani
- Gianfranco Bellini in Faustina, I corpi presentano tracce di violenza carnale
- Michele Gammino in Stanza 17-17 palazzo delle tasse, ufficio imposte
- Manlio De Angelis in Rugantino
- Piero Tiberi in Il trucido e lo sbirro
- Silvio Anselmo in Il porno shop della settima strada